# J. J. Juez
J. J. Juez es una serie de televisión de la Corporación de Televisión de la Universidad Católica de Chile emitida en el año 1975. Creada por Arturo Moya Grau y su director fue José Caviedes.

## Trama
En Troncales, un pueblo al sur de Chile, se comete un asesinato, muere la hija de un importante terrateniente y se comisiona a una juez recién asumida para la investigación del caso. Julia Jiménez (Amelia Requena) se interesa en viajar pues además le urge investigar y descubrir al hombre que abandonó a su madre siendo ella una niña. Al llegar al pueblo se encuentra con diferentes personajes, entre ellos el Sr. Garmendia, (Enrique Heine) poderoso terrateniente, padre de dos hijos, Francisco (Patricio Achurra) y Paula (Anita Klesky), que siguen los pasos del padre; Gilda (Malú Gatica), dueña del burdel del pueblo que esconde el secreto de tener una hija que desconoce su actividad, es además la amante del hijo de Garmendia. También se encuentra con Martín Gondra (Walter Kliche) el capataz del fundo de los Garmendia, quien esconde el secreto de estar ahí para recuperar las tierras que le fueron arrebatadas a su familia y por quien Paula demuestra interés. No obstante esto último, ella tiene por amante al peón del fundo, Cristóbal (Jorge Yáñez), a quien ama secretamente la ama de llaves de la casona, María Ignacia (Ángela Escámez), también amante del viejo Garmendia. Irene Garmendia (Jael Unger), es la pariente pobre, costurera del pueblo, repudiada por haber sido madre soltera. Finalmente está el maestro "Bondad" (Tennyson Ferrada) el profesor de la escuela rural, llamado así por su extrema bondad con los niños desamparados, y por haber sido el protector de Irene en su soledad.
En el desarrollo de la trama se produce un triángulo amoroso entre Julia, Martín e Irene, a quien Martín pretende proteger por su calidad de madre soltera.
Julia Jiménez, a quien todos llaman "JJ", además debe lidiar con las copuchentas del pueblo, Ana (Ana González), Violeta (Yoya Martínez), Rosa (Violeta Vidaurre) y Blanca (Alicia Villablanca), los dueños del restorán Cristina (Lucy Salgado) y Oscar (Archibaldo Larenas) y la muchacha que trabaja con ellos, Maiga (Ximena Vidal). En su investigación le colaboran dos singulares empleados del servicio de correos: Hamlet (Sergio Urrutia) y Pajarito (Arturo Moya Grau).
Casi al terminar la serie aparecen los personajes de la hija de Gilda, Javiera (Sonia Viveros) y el supuesto padre de la hija de Irene, Ramón (Nelson Brodt). Finalmente quien cometió el asesinato fue Paula, por celos; la niña que Irene crio como propia era hija de la asesinada; el padre de Julia resultó ser el maestro Bondad; Irene se enamora del padre de la niña y Julia encuentra el amor en brazos de Martín que recupera las tierras.

## Elenco
- Amelia Requena como Julia Jiménez.
- Walter Kliche como Martín Gondra.
- Jael Unger como Irene Garmendia.
- Enrique Heine como Sr. Garmendia
- Malú Gatica como Gilda Martínez.
- Tennyson Ferrada como Manuel "Bondad".
- Anita Klesky como Paula Garmendia.
- Patricio Achurra como Francisco Garmendia.
- Jorge Yáñez como Cristóbal Alexander.
- Ángela Escámez como María Ignacia Alexander.
- Lucy Salgado como Cristina Moncada.
- Archibaldo Larenas como Oscar.
- Sergio Urrutia como Hamlet.
- Arturo Moya Grau como Pajarito.
- Ximena Vidal como Maiga.
- Ana González como Ana.
- Violeta Vidaurre como Rosa.
- Alicia Villablanca como Blanca.
- Yoya Martínez como Violeta.
- Nelson Brodt como Ramón.
- Sonia Viveros como Javiera.
- Alejandro Castillo como Gonzalo.
- Luis Alarcón como Capataz
- Gabriela Medina
- Mane Nett
- Cora Díaz
- María Elena Gertner

## Adaptaciones
- La productora mexicana Televisa realizó una adaptación de esta telenovela con el mismo título en 1979 y fue protagonizada por Blanca Sánchez, Salvador Pineda y Sonia Furio.